# Bothrocarina nigrocaudata
Bothrocarina nigrocaudata es una especie de pez de la familia de los Zoarcidae en el orden de los perciformes.

## Morfología
Los machos pueden llegar a alcanzar los 45 cm de longitud total y 620 g de peso.

## Hábitat
Es un pez de mar y de aguas profundas que vive entre 90-881 m de profundidad.

## Distribución geográfica
Se encuentra desde la costa oriental de Kamchatka hasta el sur del mar de Ojotsk.

## Observaciones
Es inofensivo para los humanos. 